# Durch Wüste und Dschungel
Durch Wüste und Dschungel ist ein zweiteiliger polnischer Abenteuerspielfilm des Regisseurs Władysław Ślesicki aus dem Jahr 1973 und als solcher die Erstverfilmung des Romans Durch Wüste und Wildnis von Henryk Sienkiewicz. Eine Neuverfilmung mit dem Titel Durch Wüste und Wildnis entstand 2001 unter der Regie des südafrikanischen Regisseurs Gavin Hood.

## Handlung
Teil 1
Afrika zur Zeit des Mahdi-Aufstandes: Nel Rawlinson, die neunjährige Tochter eines britischen Ingenieurs, der in Ägypten am Bau des Suez-Kanals mitwirkt, wird mit dem jungen Polen Stanisław Tarkowski von Aufständischen entführt und in die Wüste verschleppt, um dem Mahdi als Geiseln zu dienen. Am Ende des ersten Teils gelingt ihnen die Flucht.
Teil 2
Nel und Stanislaw machen sich mit dem einheimischen Paar Kali und Mea auf den beschwerlichen Rückweg durch die Wüste, der von Sandstürmen, Starkregen, Sklavenhändlern und ihren Verfolgern erschwert wird. Auf dem Weg begegnen sie auch Eingeborenen und pflegen einen Elefanten gesund. Kurz bevor sie verdursten, werden die Kinder von einem von Nels Vater geleiteten Suchtrupp gefunden.

## Hintergrund
Durch Wüste und Dschungel wurde in Ägypten, im Sudan und in Bulgarien gedreht und war ab Sommer 1975 in den Kinos der DDR sowie im April 1977 unter dem Titel Durch Wüste und Wildnis im ZDF zu sehen.
1974 entstand aus dem Filmmaterial, mit zum Teil erweitertem Inhalt und nicht in der Kinofassung enthaltenen Szenen, eine 4-teilige Fernsehserie gleichen Titels.
Der im Film gezeigte Elefant ist tatsächlich ein indischer Elefant, obgleich im Film darauf hingewiesen wird, dass er als afrikanischer Elefant schwerer zur Arbeit abzurichten sei als der indische.

## Kritiken
„Abenteuerfilm ohne erzählerische Qualitäten.“